# Herb gminy Rokiciny
Herb gminy Rokiciny – symbol gminy Rokiciny.

## Wygląd i symbolika
Herb przedstawia na tarczy dzielonej w słup w polu lewym zielonym srebrno-czarny budynek dawnego zajazdu Poczty Konnej ze złotą trąbką pocztową, w polu prawym czerwonym pół srebrnego orła przepasanego złotą literą „S”, obie części zwieńczone złotą koroną (nawiązanie do dynastii Jagiellonów).